# Sericostoma selysii
Sericostoma selysii là một loài Trichoptera trong họ Sericostomatidae. Chúng phân bố ở miền Cổ bắc.